# Anton Bolinder
Anton Bolinder (ur. 3 czerwca 1915, zm. 7 grudnia 2006) – szwedzki lekkoatleta, który specjalizował się w skoku wzwyż.

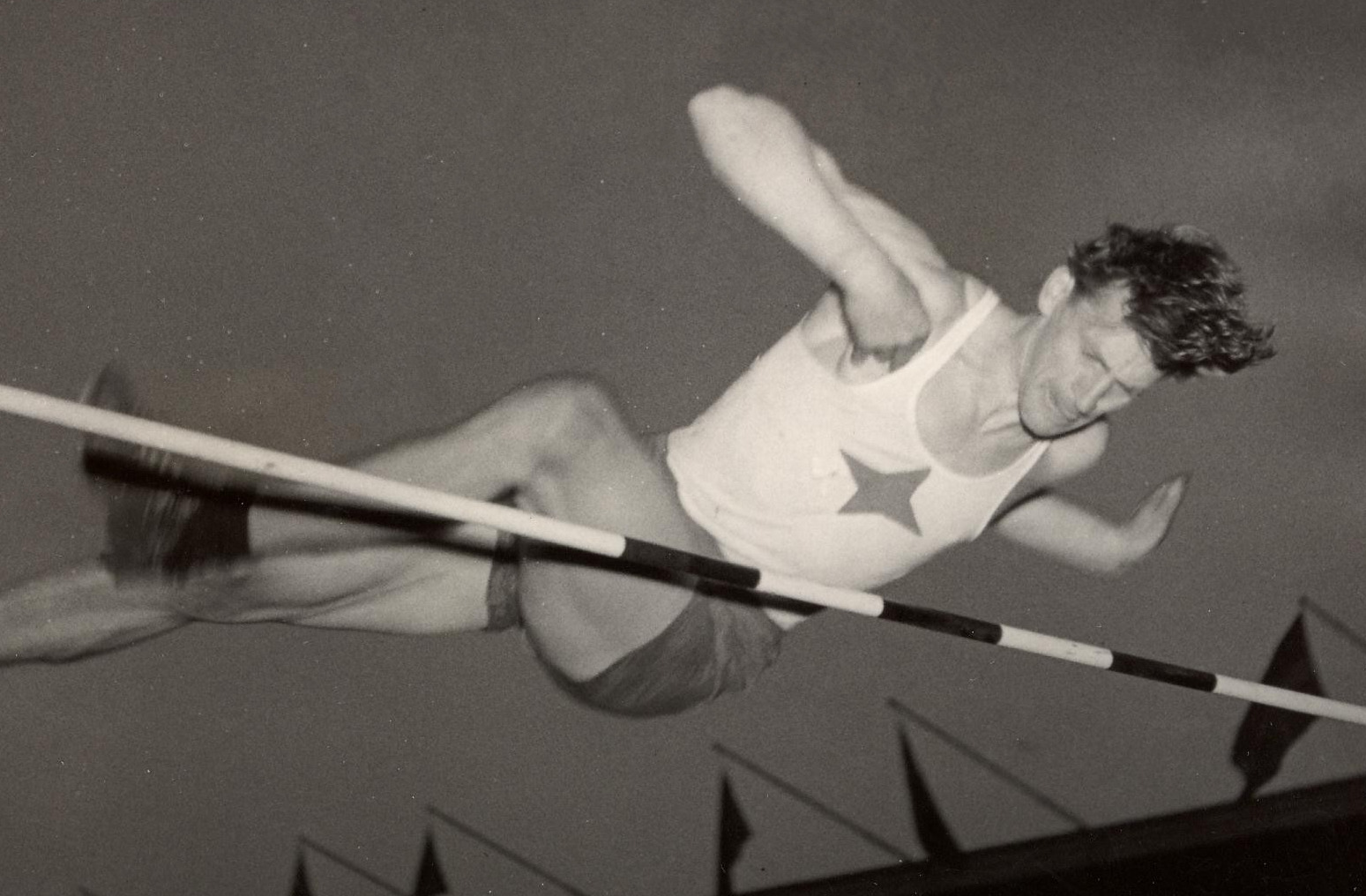

W 1946 roku został pierwszym po II wojnie światowej mistrzem Europy w skoku wzwyż. Rekord życiowy: 1,99 m (23 sierpnia 1946, Oslo).